# José de Sousa Campos
José de Sousa Campos (1797-1858), nome tradicional na historia e na politica paulistana e campinense: foi vereador a Camara da Vila de São Carlos em 1822, e procurador do conselho tomando parte nos sucessos da Independência; vereador aind em 1837-40 e 1841-44. Foi um dos fundadores de Sousas (também conhecido como distrito de Souzas) e propulsor da cultura cafeeira. Era bisneto de Barreto Leme e Sousa Siqueira, fundadores de Campinas.